# 양상문
양상문(楊相汶, 1961년 3월 24일 ~ )은 전 KBO 리그 태평양 돌핀스의 투수이자, 현재 한화 이글스의 투수코치이다. 본관은 중화이다.

## 선수 시절

### 한국화장품시절
1983년에 입단하였는데 고교 시절 일찍 혹사당한 탓인지 대학 아마 프로에서는 고교시절 같은 강속구를 뿌리지 못했으며 연세대 한양대 동국대 건국대 인하대 동아대 등이 본인(스카우트) 경쟁을 펼쳤고 이들 중 한양대 건국대 인하대는 뒷날 본인(양상문)과 똑같은 유형(좌완투수)인 김정수 스카우트 물망에 올랐으며 앞서 언급한 세 대학교 외에도 경희대가 김정수 스카우트 물망에 거론됐다.

### 롯데 자이언츠시절
1985년에 다시 지명을 받아 입단했다.

### 청보 핀토스시절
1986년 시즌 후 투수 임호균 등과 함께 트레이드됐다.

### 태평양 돌핀스시절
청보에서 팀 명이 바뀔 때인 1988년부터 활약했다가 1993년 시즌 후 은퇴했다. KBO 리그 통산 기록은 63승(49선발승), 3점대 평균자책점이었다. 한편, 1990년에 4번의 완봉승을 기록했는데 이 기록은 단일 시즌 좌완 투수 최다 완봉승 기록이었다.

## 야구선수 은퇴 후

### 코치 및 감독 대행 시절
1993년 시즌 후 롯데 자이언츠 투수코치, LG 트윈스 투수코치 등을 거쳐 2004년과 2005년에는 롯데 자이언츠의 감독을 역임했으며 역대 1번째 투수 출신 감독이 됐다. 2003년 10월 김용철 감독 대행의 후임으로 부임했다. 첫 해인 2004년에는 혹독한 시즌을 보냈으나, 2005년에 강민호, 박기혁, 이대호, 장원준 등 파격적인 선수 기용과 신인 발굴을 통해 만년 꼴찌 팀이었던 롯데 자이언츠를 5위까지 끌어올렸다. 하지만 재계약에 실패하고 강병철에게 감독직을 넘겼다.

### 해설위원 시절
2006년에 MBC ESPN에서 야구 해설자로 데뷔했다. 2006년 도하 아시안 게임 국가대표팀 투수코치를 맡았고, 같은 해 11월부터는 LG 트윈스 투수코치로 활동했다. 그러나 팀이 성적 부진을 보이며 LG 트윈스가 2008년 시즌 후 재계약을 포기하자, 롯데 자이언츠가 2008년 10월 17일에 그를 2군 감독으로 영입됐다. 2009년 11월 11일에 투수코치로 보직을 변경했다. 제 2회 WBC에서는 국가대표팀 투수진을 이끌며 세계 최고의 투수진이라는 극찬을 받았지만, 2009년 WBC에서 독단적인 행동을 보였다. 2010년 당시 감독이었던 제리 로이스터와 함께 롯데 자이언츠를 이끌었으나, 그 해 시즌 후 롯데 자이언츠가 재계약을 포기했다. 이후 2011년에 MBC 스포츠플러스의 야구 해설가로 복귀했다. 2014년 5월 11일에 제 11대 LG 트윈스 감독으로 선임됐다.

### LG 트윈스감독 및 단장 시절
취임 후 꼴찌였던 팀을 4위까지 올려놓았으며 2016년에도 팀을 가을 야구로 진출시켰다.
2017년을 끝으로 감독에서 물러났다. 2018년에 LG 트윈스의 단장으로 활동했으며, 시즌 후 사임했다.

### 롯데 자이언츠감독 시절
LG 트윈스 단장 사임과 동시에 제 18대 감독으로 취임했다. 2019년 7월 19일, 성적 부진에 대해 책임을 지고 당시 단장이었던 이윤원과 함께 자진 사퇴했다. 이에 공필성이 감독 대행직을 수행하였고, 차기 정식 감독으로는 키움 히어로즈 수석코치였던 허문회가 선임됐다.

## 트리비아
- 선수 시절 모교인 고려대학교 교육대학원에서 석사 학위를 받아 KBO 리그 최초 석사 학위 출신 선수가 됐다.
- 원래 빠른 직구를 가진 정통파 좌완 투수였지만[4], 고교와 대학, 실업 팀을 거치며 너무 많은 경기에 등판해 롯데 입단 후에는 심리전에 능한 기교파 투수가 됐다.

## 출신 학교
- 대연초등학교
- 부산동성중학교
- 부산고등학교
- 고려대학교 경영학과 79학번
- 고려대학교 대학원 체육교육학 석사

## 수상
- 1981년 한국 대학 춘계 리그 우수 투수상
- 1983년 대통령배 실업 2차 리그 최우수 신인상, 우수 투수상
- 1984년 대통령배 실업 리그 우수 투수상

## 통산 기록
| 연도 | 팀명   | 평균자책점 | 경기 | 완투 | 완봉 | 승 | 패 | 세 | 홀 | 승률  | 타자 | 이닝     | 피안타 | 피홈런 | 볼넷 | 사구 | 탈삼진 | 실점 | 자책점 | 비고                         |
| ---- | ------ | ---------- | ---- | ---- | ---- | -- | -- | -- | -- | ----- | ---- | -------- | ------ | ------ | ---- | ---- | ------ | ---- | ------ | ---------------------------- |
| 1985 | 롯데   | 3.83       | 33   | 1    | 1    | 6  | 3  | 4  | 0  | 0.667 | 446  | 101      | 120    | 7      | 25   | 5    | 58     | 57   | 43     |                              |
| 1986 | 롯데   | 1.93       | 21   | 0    | 0    | 1  | 2  | 0  | 0  | 0.333 | 145  | 37 1/3   | 27     | 2      | 9    | 5    | 21     | 8    | 8      |                              |
| 1987 | 청보   | 3.10       | 36   | 13   | 3    | 12 | 13 | 0  | 0  | 0.480 | 863  | 209 1/3  | 188    | 18     | 66   | 5    | 84     | 87   | 72     | 완봉 3위, 이닝 3위, 경기 2위 |
| 1988 | 태평양 | 3.83       | 38   | 8    | 1    | 9  | 12 | 3  | 0  | 0.429 | 722  | 169 1/3  | 185    | 12     | 54   | 2    | 68     | 89   | 72     | 경기수 2위                   |
| 1989 | 태평양 | 3.28       | 35   | 4    | 0    | 8  | 11 | 4  | 0  | 0.421 | 649  | 161 2/3  | 131    | 12     | 71   | 6    | 91     | 60   | 59     |                              |
| 1990 | 태평양 | 3.22       | 34   | 6    | 4    | 11 | 9  | 1  | 0  | 0.550 | 673  | 162 1/3  | 151    | 10     | 55   | 2    | 68     | 72   | 58     |                              |
| 1991 | 태평양 | 3.50       | 25   | 3    | 1    | 6  | 9  | 1  | 0  | 0.400 | 518  | 123 1/3  | 122    | 6      | 45   | 1    | 80     | 54   | 48     |                              |
| 1992 | 태평양 | 4.55       | 28   | 1    | 0    | 7  | 8  | 0  | 0  | 0.467 | 626  | 144 1/3  | 134    | 22     | 76   | 2    | 83     | 78   | 73     |                              |
| 1993 | 태평양 | 4.46       | 22   | 4    | 0    | 3  | 12 | 0  | 0  | 0.200 | 456  | 101      | 110    | 9      | 46   | 4    | 46     | 62   | 50     |                              |
| 통산 | 9시즌  | 3.59       | 272  | 40   | 10   | 63 | 79 | 13 | 0  | 0.444 | 5098 | 1209 2/3 | 1168   | 98     | 447  | 32   | 599    | 567  | 483    |                              |